# Штрбське плесо
Штрбське плесо (Штребське плесо; словац. Štrbské pleso) — озеро у Високих Татрах, Словаччина.
Розташоване на південній стороні гори Кривань на висоті 1335 м над рівнем моря, площа 19,8 га, глибина до 20 м.
На південному березі з 1885 року діє однойменний курорт, найвисокогірніший у Високих Татрах. Є центром північного і альпійського словацького лижного спорту. 
На північ від озера розташований водоспад Скок.